# ランドローバー・ディスカバリースポーツ
ディスカバリー スポーツ（DISCOVERY SPORT）は、インド・タタ自動車の子会社である、イギリス・ランドローバー社が発売している高級SUVである。2019年現在、同社が販売している車種の中では最もコンパクトなモデルの一つである。

## 初代 (2015年-) L550
フリーランダー2 (L359)の後継車種として2014年9月3日に発表され、詳細は2014年10月2日のパリモーターショー14にて発表された。
イヴォークと設計を共有するコンパクトSUVでありながら3列シート仕様が用意された。エンジンは2.0 L 直4 ガソリンターボのエコブーストエンジンと2.2 L 直4 ディーゼルターボのデュラトルクエンジンが横置きで搭載される。2018年モデルから、自社開発の完全新設計エンジン「インジニウムエンジン」に切り替わった。

### 日本での販売
- 2014年10月8日 - 日本市場での予約受注を開始。日本には「SE」「HSE」「HSE LUXURY」の3グレードが導入され、全車ガソリン仕様と発表された[3]。
- 2016年6月1日、特別仕様車「7 Plus Special Edition」を発表[4]。100台限定。
- 2016年8月26日、2017年モデルの受注を開始[5]。「InControl Touch Pro」「オールテレイン・プログレス・コントロール・システム」「オートマチック・ハイビーム・アシスト」などのドライバー支援システムが標準装備された。
- 2017年6月15日、特別仕様車「7 JOURNEY SPECIAL EDITION」を設定[6]。96台限定。
- 2017年11月22日、2018年モデルの受注を開始[7]。新世代の2リッター直4ガソリンターボエンジンと、2リッター直4ディーゼルターボエンジンが導入された。
- 2018年9月4日、特別仕様車「GO-OUT EDITION」が設定された[8]。
- 2018年10月30日、2019年モデルを発表、受注を開始[9]。また、2019年モデル限定グレードとして「LANDMARK EDITION」が設定された。

| エンジン型式 | 総排気量 cc | 最高出力 kW (PS)/rpm | 最大トルク Nm/rpm | グレード   | 製造年                |
| ------------ | ----------- | -------------------- | ----------------- | ---------- | --------------------- |
| 204PT        | 1,998       | 179 (243) /5500      | 366 /1900–3500    | SE         | 2014年10月-2017年11月 |
| 204PT        | 1,998       | 179 (243) /5500      | 366 /1900–3500    | HSE        | 2014年10月-2017年11月 |
| 204PT        | 1,998       | 179 (243) /5500      | 366 /1900–3500    | HSE LUXURY | 2014年10月-2017年11月 |
| 2.0L TD4     | 1.999       | 132（180）           | 430 /1,750-2,500  | PURE       | 2017年11月-           |
| 2.0L TD4     | 1.999       | 132（180）           | 430 /1,750-2,500  | SE         | 2017年11月-           |
| 2.0L TD4     | 1.999       | 132（180）           | 430 /1,750-2,500  | LANDMARK   | 2018年10月-           |
| 2.0L TD4     | 1.999       | 132（180）           | 430 /1,750-2,500  | HSE        | 2017年11月-           |
| 2.0L TD4     | 1.999       | 132（180）           | 430 /1,750-2,500  | HSE LUXURY | 2017年11月-           |
| 2,0L Si4     | 1,995       | 177（240）           | 340 /1,750        | PURE       | 2017年11月-           |
| 2,0L Si4     | 1,995       | 177（240）           | 340 /1,750        | SE         | 2017年11月-           |
| 2,0L Si4     | 1,995       | 177（240）           | 340 /1,750        | HSE        | 2017年11月-           |
| 2,0L Si4     | 1,995       | 177（240）           | 340 /1,750        | HSE LUXURY | 2017年11月-           |

## 二代目（2019年-）
2019年5月22日、欧州で発表。見た目こそライトのデザイン変更程度だが、「D8プラットフォーム」に替えて、イルウッド工場でともに生産される2代目レンジローバー・イヴォークと同じ「新プレミアム・トランスバース・アーキテクチャ」を採用。
この新プラットフォームによって、電動パワートレインや、48Vマイルドハイブリッドシステムの登載が可能となり、ラインナップの大半が48Vマイルドハイブリッドシステムを採用することになる。
2019年10月、日本発売。